# Grasshopper Manufacture
Grasshopper Manufacture é uma companhia japonesa que se dedica à produção de videojogos, e que ganhou notoriedade, na sociedade mainstream, através do jogo Killer7, para GameCube e PlayStation 2. Para além de Killer7, são responsáveis por jogos como Michigan (editado no Japão e na Europa) e todo um sem-número de títulos exclusivamente japoneses. A Grasshopper Manufacture é também responsável pela produção do jogo de Nintendo DS, Contact (publicado no Japão e na América do Norte), e do jogo para PlayStation 2, baseado no popular franchise anime Samurai Champloo, chamado "Samurai Champloo: Sidetracked". Ainda criaram o jogo "Blood+: One Night Kiss", baseado na série anime Blood+.
É dirigida por Goichi Suda, conhecido por Suda 51.
Em algumas entrevistas recentes, Suda 51 informou que a Grasshopper está actualmente a trabalhar no jogo No More Heroes, para a Nintendo Wii, jogo que irá "focar-se intensamente no input directo, através do comando, e é de esperar que exceda o Killer7." Na Conferência de Realizadores de Jogos de 2007 (2007 Game Developers Conference, ou GDC), Suda 51 anunciou que estão também a trabalhar em outros dois títulos adicionais para a Wii. Para além destas declarações do próprio Goichi Suda, diz-se, ainda, que estão a trabalhar num conceito para um jogo de PlayStation 3, chamado Kurayami. Kurayami será um jogo de acção e aventura não-linear, inspirado pelo preocupante e confuso universo do escritor Checo Franz Kafka, que Suda admite admirar imenso. Contudo, a produção deste título está ainda no prelo.

## Jogos

### Android
- Sine Mora

### GameCube
- Killer7

### Game Boy Advance
- Shining Soul 2

### Nintendo DS
- Contact
- Flower, Sun, and Rain: Murder and Mystery in Paradise

### Nintendo 3DS
- Guild01

### iOS
- Frog Minutes
- Sine Mora

### Ouya
- Sine Mora

### PlayStation
- The Silver Case

### PlayStation 2
- Blood+: One Night Kiss
- Flower, Sun, and Rain
- Michigan
- Samurai Champloo: Sidetracked
- Killer7

### PlayStation 3
- Kurayami
- Black Knight Sword
- Lollipop Chainsaw
- Shadows of the DAMNED
- Sine Mora
- Killer is Dead

### Playstation 4
- Lily Bergamo

### Playstation Portable
- Evangelion: Sound Impact

### Playstation Vita
- Sine Mora

### Windows
- Sine Mora

### Wii
- No More Heroes
- No More Heroes: Desperate Struggle
- Project 'S'
- Zero: Tsukihami no Kamen (Só no Japão)

### Xbox 360
- Black Knight Sword
- Diabolical Pitch
- Lollipop Chainsaw
- Shadows of the DAMNED
- Sine Mora
- Killer is Dead